# Deigloria
Deigloria là một chi nấm trong họ Marasmiaceae, thuộc bộ Agaricales. Chi này được nhà nghiên cứu Reinhard Agerer miêu tả khoa học lần đầu tiên vào năm 1980, chi nấm chứa 10 loài phân bố rộng rãi ở khu vực Trung và Nam Mỹ. Danh pháp khoa học của chi bắt nguồn từ tiếng Latinh: Deus có nghĩa là "chúa" và gloria có nghĩa là "lộng lẫy".